# 田中真人
田中 真人（たなか まさと、1943年10月16日 - 2007年4月4日）は、日本史研究者。日本近代史、日本近代思想史を専攻。とくに、近代日本における社会主義や日本共産党に関する研究で知られる。文学博士。愛知県名古屋市出身。

## 概要
京都大学文学部卒。同志社大学人文科学研究所の教授を務めた。初期社会主義研究会会員。平和憲法の会・京都の呼びかけ賛同人。
在職中にクロウ・フカセ症候群という難病を発症、病と闘いながらの研究生活を自身のウェブページ上にて公開。2007年4月4日15時12分、多臓器不全のため、京都市左京区の京都大学医学部附属病院にて死去。63歳没。

## 著作

### 単著
- 『高畠素之 : 日本の国家社会主義』現代評論社 1978.11
- 博士論文「1930年代日本社会主義運動史論」1993
- 『一九三〇年代日本共産党史論』三一書房 1994.6
- 『集外抄 : 田中真人還暦記念雑文集 : 私家版』田中真人 2003.1

### 共編著
- 『写真でみる京都100年』田中真人解説、京都新聞社編、京都新聞社 1984.11
- 『渡部徹先生を偲ぶ : 渡部徹先生を偲ぶ会の記録』田中真人編、同志社大学人文科学研究所 1995.7
- 『近代天皇制とキリスト教』同志社大学人文科学研究所編、土肥昭夫・田中真人編著、人文書院 1996.3 (同志社大学人文科学研究所研究叢書 ; 25)
- 『京都滋賀鉄道の歴史』田中真人・宇田正・西藤二郎著、京都新聞社 1998.11
- 『石井十次の研究』同志社大学人文科学研究所編、室田保夫・田中真人編著、同朋舎 角川書店(発売) 1999.3 (同志社大学人文科学研究所研究叢書 ; 32)
- 『「石井十次の研究」刊行記念講演会 : 第43回公開講演会』室田保夫・田中真人述、同志社大学人文科学研究所編、同志社大学人文科学研究所 1999.12 (人文研ブックレット ; no.9)
- 『日本最初の社会主義政党社会民主党100年 : 第47回公開講演会』田中真人・松尾尊兊述、同志社大学人文科学研究所編、同志社大学人文科学研究所 2001 (人文研ブックレット ; no.13)